# Municipio de Oluta
El municipio de Oluta es uno de los 212 municipios en que se encuentra dividido el estado mexicano de Veracruz de Ignacio de la Llave. Ubicado al sureste del mismo, su cabecera es la población del mismo nombre.

## Geografía
El municipio se encuentra localizado en el sureste del estado de Veracruz, en la Región Olmeca. Tiene una extensión territorial de 78 267 kilómetros cuadrados que equivalen al 0.11 % de la extensión total del estado. Sus coordenadas geográficas extremas son 17°50′ - 17°58′ de latitud norte y 94°50′ - 94°57′ de longitud oeste, y su altitud va de un mínimo de 10 a un máximo de 100 metros sobre el nivel del mar.
El municipio de Oluta tiene límites al norte con el municipio de Soconusco, al este con el municipio de Texistepec, al suroeste con el municipio de Sayula de Alemán y al noroeste con el municipio de Acayucan.

## Demografía
De acuerdo a los resultados del Censo de Población y Vivienda de 2020 realizado por el Instituto Nacional de Estadística y Geografía, la población total del municipio de Oluta asciende a 17 027 personas, de las que 8 849 y 8 178.
La densidad poblacional es de 188.89 habitantes por kilómetro cuadrado.

### Localidades
El municipio incluye en su territorio un total de 86 localidades. Las principales, considerando su población del censo de 2020 son:
| Localidad         | Población |
| Total Municipio   | 17 027    |
| Oluta             | 13 995    |
| Tenejapa          | 516       |
| Los Laureles      | 497       |
| Correa            | 563       |
| Colonia Esmeralda | 248       |

## Política

### Representación legislativa
Para la elección de diputados locales al Congreso de Veracruz y de diputados federales a la Cámara de Diputados federal, el municipio de Oluta se encuentra integrado en los siguientes distritos electorales:
Local:
- Distrito electoral local de 27 de Veracruz con cabecera en Acayucan.[4]

Federal:
- Distrito electoral federal 20 de Veracruz con cabecera en Cosoleacaque.[5]